# Retrophyllum rospigliosii
Retrophyllum rospigliosii — вид хвойних рослин родини Подокарпових.

## Поширення, екологія
Країни поширення: Болівія; Колумбія; Еквадор; Перу; Венесуела. Зустрічається в гірських тропічних дощових лісах на висотах 1500—3300 м, але до 3750 м в Колумбії і Перу, де може рости в хмарних лісах. Це велике дерево росте до 30 м у висоту і може утворювати більш-менш великі чисті деервостої на відкритих ділянках.

## Опис
Дерево до 30 м заввишки і 40 см діаметром, з овальною кроною, зазвичай розгалужена зверху на 3 м. Кора луската. Листя світло-зелене, довжиною 1 см. Квіти кремового кольору, 1 см завдовжки, з яйцюваті зелені фрукти завдовжки 3 см, мають єдине насіння. Дуже повільноросле дерево.

## Використання
Цей вид є цінною породою дерев і може давати великі розміри пиломатеріалів. Його деревина має дуже хорошу якість, прямошарувата, середньої щільності, міцна і працездатна. Він часто використовується для будівництва, столярних виробів, і токарної обробки дерев.

## Загрози та охорона
Основною загрозою є вирубка задля цінної деревини. Цей вид має захист всередині національних заповідників.